# Сет
Сет або партія — частина матчу в деяких видах спорту, наприклад, у тенісі чи волейболі.
Зазвичай матч розбивається на кілька сетів і гра продовжується доти, доки один із супротивників не виграє певну їхню кількість (2-3, залежно від правил гри чи окремого турніру).
На відміну від тайму, для якого час гри обмежений, сет грається до певного рахунку, наприклад до 25 очок у волейболі. Тенісний сет складається з геймів.
Характерною особливістю гри, яка складається із сетів є те, що у кожному сеті рахунок ведеться спочатку. Таким чином можлива ситуація, коли гравець чи команда, яка виграла більшу кількість очок, може програти матч за кількістю виграних сетів.

## Теніс
Тенісний сет грається до перемоги одного із супротивників принаймні у 6 геймах. При цьому необхідно, щоб кількість виграних принаймні на два перевищувала кількість програних геймів. При рахунку 6:6 за геймами більшість сучасних тенісних турнірів передбачає тайбрейк.